# Unasuchus
Unasuchus — вимерлий рід ранньокрейдових евсухіїв, що належить до родини Hylaeochampsidae. Рід названий на честь Уньї, муніципалітету в центральній Іспанії, де були знайдені скам'янілості.

## Відкриття та класифікація
Unasuchus відомий лише з фрагментів черепа та щелепи, що означає, що спочатку не було точної класифікації серед Crocodyliformes, але кладистичний аналіз Turcosuchus відновлює Unasuchus як похідну гілеошампсіду. Ці залишки були знайдені в барремській формації Лас Хояс.